# Wüstenkettennatter
Die Wüstenkettennatter (Lampropeltis splendida) ist eine Schlangenart aus der Familie der Nattern, die in der Chihuahua-Wüste und ihren Randgebieten im zentralen nördlichen Mexiko, im Südwesten von Texas und im Süden von New Mexico vorkommt.

## Merkmale
Die Wüstenkettennatter ist eine relativ große Natternart, die in der Regel eine Länge von 90 bis 114 cm, in seltenen Fällen auch bis über 150 cm erreichen kann. Die Anzahl der Bauchschuppen liegt bei 199 bis 227 bei den Männchen und 203 bis 237 bei den Weibchen. Männchen haben 45 bis 62 Subcaudalen, während bei Weibchen 40 bis 52 Subcaudale gezählt wurden. Die vergrößerte Analschuppe ist einteilig. Auf der Körpermitte verlaufen 23 bis 25 Dorsalschuppenreihen. Alle Schuppen sind glatt. Von anderen Kettennattern kann die Wüstenkettennatter am besten durch ihre Färbung unterschieden werden. Sie hat eine schwarze oder dunkelbraune Grundfärbung mit 42 bis 97 Querbändern, die von zahlreichen gelben Punkten gebildet werden. Der Kopf ist typischerweise reinschwarz oder dunkelbraun, und der Beginn der gelben Rückenmusterung lässt manchmal das Aussehen eines Halsbandes entstehen.

## Lebensraum
Die Wüstenkettennatter kommt im ariden Süden Nordamerikas vor, lebt dort aber vor allem in der Nähe von Bächen, Flüssen und Bewässerungsgräben. Wie andere Schlangen der Region ist sie weitgehend nachtaktiv.

## Systematik

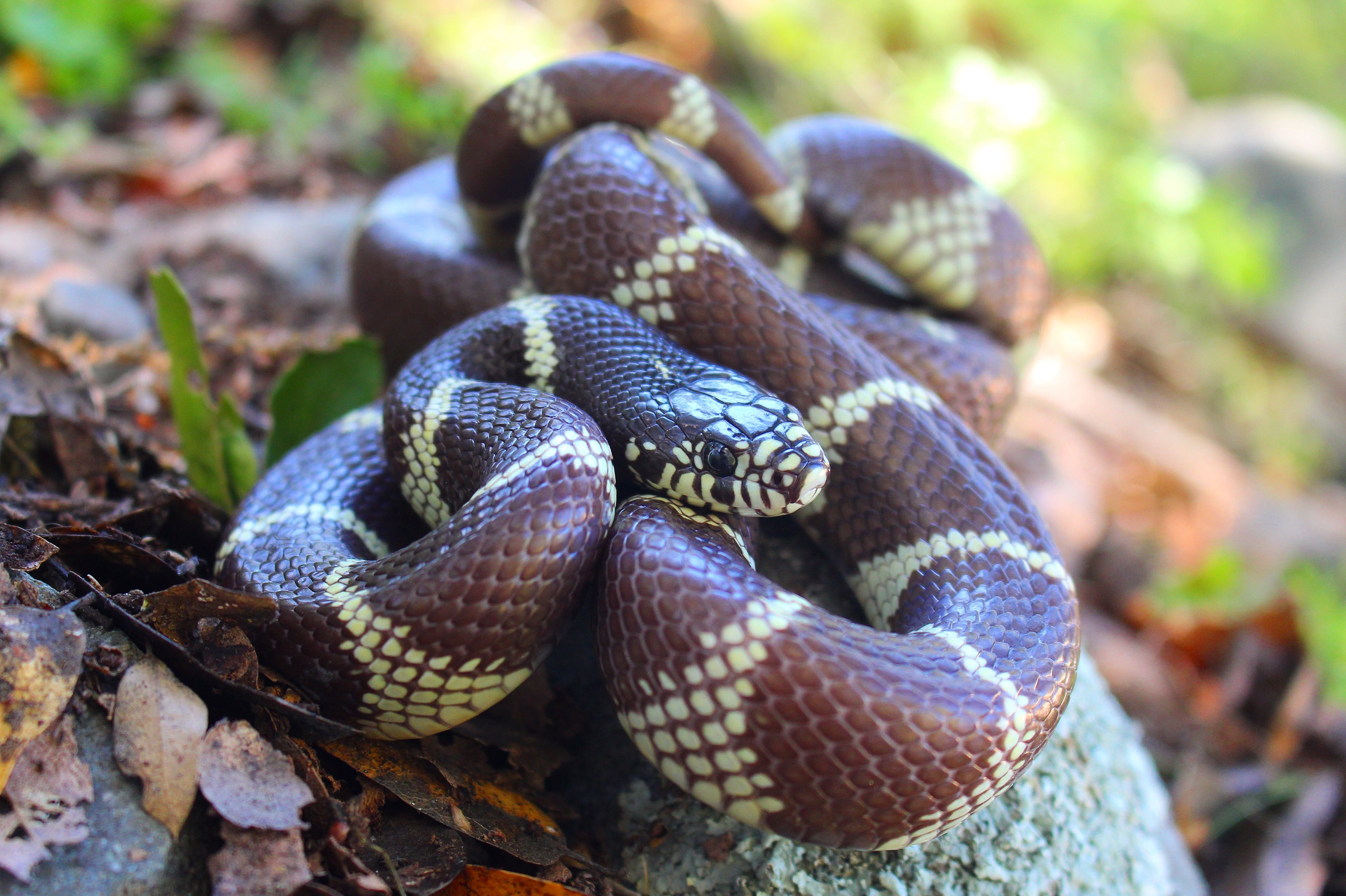
Kalifornische Kettennatter (Lampropeltis californiae)

Die Wüstenkettennatter wurde 1853 durch die Zoologen Spencer Fullerton Baird und Charles Frédéric Girard unter der Bezeichnung Ophibolus splendidus erstmals wissenschaftlich beschrieben. Sie galt lange Zeit als Unterart der Ketten-Königsnatter (Lampropeltis getula), erhielt 2009 aber wieder den Status einer eigenständigen Art. Die Wüstenkettennatter ist die Schwesterart der Kalifornischen Kettennatter (Lampropeltis californiae) von der sie sich vor 3,44 bis 1,11 Millionen Jahren getrennt hat. Die aus Kalifornischer Kettennatter und Wüstenkettennatter gebildete Klade trennte sich vor 2,62 bis 7,32 Millionen Jahren von der zur Ketten-Königsnatter führenden Linie.

## Belege
1. ↑  Lampropeltis splendida In: The Reptile Database
2. 1 2  R Alexander Pyron u. Frank T Burbrink: Systematics Of The Common Kingsnake (Lampropeltis Getula; Serpentes: Colubridae) And The Burden Of Heritage In Taxonomy. Januar 2009, Zootaxa 2241:22-32, DOI:10.5281/zenodo.190597
3. ↑  Roger Conant: Field Guide to Reptiles and Amphibians of Eastern and Central North America. Peterson Field Guides, ISBN 0-395-19977-8. S. 204.
4. ↑  Spencer Fullerton Baird u. Charles Frédéric Girard (1853): Catalogue of North American Reptiles in the Museum of the Smithsonian Institution. Part 1. Serpents. Smithsonian Inst., Washington